# Nazionale maschile under 18 di pallacanestro delle Isole Vergini americane
La nazionale di pallacanestro americo-verginiana Under-18 è una selezione giovanile della nazionale americo-verginiana di pallacanestro, ed è rappresentata dai migliori giocatori di nazionalità americo-verginiana di età non superiore ai 18 anni.
Partecipa a tutte le manifestazioni internazionali giovanili di pallacanestro per nazioni gestite dalla FIBA.

## Partecipazioni

### FIBA Americas Under-18 Championship for Men
- 2010 - 7°
- 2012 - 7°
- 2016 - 7°